# Elecciones generales de Nicaragua de 1996
Las elecciones generales de Nicaragua de 1996 se celebraron el 20 de octubre para escoger al sucesor de la Presidenta Violeta Chamorro, quien no se presentó a la reelección. A pesar de la disolución de la Unión Nacional Opositora, la coalición Alianza Liberal logró evitar una victoria del Frente Sandinista de Liberación Nacional, llevando a Arnoldo Alemán a la presidencia y derrotando por amplio margen a Daniel Ortega. En el legislativo, sin embargo, la alianza perdió varios escaños, obteniendo mayoría simple con 42 asientos, aunque el FSLN también lo hizo, debido al auge de pequeños partidos opositores.

## Resultados

### Presidencial
| Candidato                           | Partido/Alianza                                                                      | Votos     | %      |
| ----------------------------------- | ------------------------------------------------------------------------------------ | --------- | ------ |
| Arnoldo Alemán                      | Partido Liberal Constitucionalista (PLC)                                             | 896,207   | 50.99% |
| Daniel Ortega                       | Frente Sandinista de Liberación Nacional (FSLN)                                      | 664,909   | 37.83% |
| Guillermo Antonio Osorno Molina     | Camino Cristiano Nicaragüense (PCCN)                                                 | 71.908    | 04.09% |
| Noel José Vidaurre Argüello         | Partido Conservador de Nicaragua (PCN)                                               | 39,983    | 02.27% |
| Benjamín Ramón Lanzas Selva         | Proyecto Nacional (PRONAL)                                                           | 9,265     | 00.53% |
| Sergio Ramírez Mercado              | Movimiento Renovador Sandinista (MRS)                                                | 7,665     | 00.44% |
| Francisco José Mayorga Balladares   | Alianza Pan y Fuerza                                                                 | 7,102     | 00.40% |
| Francisco José Duarte Tapia         | Acción Nacional Conservadora (ACN)                                                   | 6,178     | 00.35% |
| Edgar Enrique Quiñónez Tuckler      | Partido Resistencia Nicaragüense (PRN)                                               | 5,813     | 00.33% |
| Andrés Abelino Robles Pérez         | Partido Unido de los Trabajadores, Campesinos y Profesionales Nicaragüenses (PUNOCP) | 5,789     | 00.33% |
| Virgilio Abelardo Godoy Reyes       | Partido Liberal Independiente (PLI)                                                  | 5,692     | 00.32% |
| Jorge Alberto Díaz Cruz             | Partido de la Justicia Nacional (PJN)                                                | 5,582     | 00.32% |
| Alejandro Serrano Caldera           | Alianza Unidad                                                                       | 4,873     | 00.28% |
| Elí Altamirano                      | Partido Comunista de Nicaragua (PC de N)                                             | 4,802     | 00.27% |
| Miriam Auxiliadora Argüello Morales | Alianza Popular Conservadora (APC)                                                   | 4,632     | 00.26% |
| Ausberto Narváez Argüello           | Partido Liberal Unido (PUL)                                                          | 3,887     | 00.22% |
| Alfredo César Aguirre               | Alianza UNO-96 (UNO-96)                                                              | 3,664     | 00.21% |
| Allan Antonio Tefel Alba            | Movimiento de Renovación Nacional (MORENA)                                           | 2,641     | 00.15% |
| James Odnith Webster Pitts          | Partido Acción Democrática (PAD)                                                     | 1,895     | 00.11% |
| Sergio Abilio Mendieta Castillo     | Partido Integracionista Centroamericano (PIAC)                                       | 1,653     | 00.09% |
| Issa Moisés Hassan Morales          | Movimiento de Acción Renovadora (MAR)                                                | 1,393     | 00.08% |
| Gustavo Ernesto Tablada Zelaya      | Partido Socialista Nicaragüense (PSN)                                                | 1,352     | 00.08% |
| Roberto Urcuyo Muñoz                | Partido Democrático Nicaragüense (PADENIC)                                           | 890       | 00.05% |
| Total de votos válidos              | Total de votos válidos                                                               | 1,757,775 | 100%   |
| Votos en blanco/anulados            | Votos en blanco/anulados                                                             | 91,587    | 04.95% |
| Total de votos/participación        | Total de votos/participación                                                         | 1,849,362 | 76.39% |
| Votantes registrados                | Votantes registrados                                                                 | 2,421,067 | –      |
| Población                           | Población                                                                            | 4,435,598 | –      |

### Legislativo
| Partidos y alianzas                                                                  | Votos / Nacional | %      | Escaños | Votos / Departamental | %      | Escaños | Total de escaños |
| ------------------------------------------------------------------------------------ | ---------------- | ------ | ------- | --------------------- | ------ | ------- | ---------------- |
| Alianza Liberal (AL)                                                                 | 789,533          | 45.97% | 09      | 781,068               | 45.25% | 33      | 42               |
| Frente Sandinista de Liberación Nacional (FSLN)                                      | 629,178          | 36.46% | 08      | 629,939               | 36.50% | 27      | 36               |
| Camino Cristiano Nicaragüense (PCCN)                                                 | 63,867           | 03.72% | 01      | 63.986                | 03.71% | 02      | 04               |
| Proyecto Nacional (PRONAL)                                                           | 40,656           | 02.37% | 01      | 36.417                | 02.11% | 01      | 02               |
| Partido Conservador de Nicaragua (PCN)                                               | 36,543           | 02.13% | 01      | 39,153                | 02.27% | 01      | 03               |
| Movimiento Renovador Sandinista (MRS)                                                | 22,789           | 01.33% | 00      | 23,554                | 01.36% | 01      | 01               |
| Partido Resistencia Nicaragüense (PRN)                                               | 21,068           | 01.23% | 00      | 27,970                | 01.62% | 01      | 01               |
| Alianza Unidad (AU)                                                                  | 14,001           | 00.82% | 00      | 13,848                | 00.80% | 01      | 01               |
| Partido Liberal Independiente (PLI)                                                  | 12,459           | 00.73% | 00      | 13,697                | 00.79% | 01      | 01               |
| Alianza UNO-96 (UNO-96)                                                              | 10,706           | 00.62% | 00      | 12,720                | 00.74% | 01      | 01               |
| Acción Nacional Conservadora (ACN)                                                   | 9,811            | 00.57% | 00      | 13,011                | 00.75% | 00      | 00               |
| Partido de Acción Nacional (PAN)                                                     | 9,724            | 00.57% | 00      | 12,016                | 00.70% | 00      | 00               |
| Partido de Justicia Nacional (PJN)                                                   | 8,155            | 00.47% | 00      | 8,527                 | 00.49% | 00      | 00               |
| Partido Liberal Unido (PUL)                                                          | 7,531            | 00.44% | 00      | 9,893                 | 00.57% | 00      | 00               |
| Alianza Popular Conservadora (APC)                                                   | 6,726            | 00.39% | 00      | 6,335                 | 00.37% | 01      | 01               |
| Partido Comunista de Nicaragua (PC de N)                                             | 6,360            | 00.37% | 00      | 6,970                 | 00.40% | 00      | 00               |
| Partido Unido de los Trabajadores, Campesinos y Profesionales Nicaragüenses (PUNOCP) | 5,641            | 00.33% | 00      | 5,067                 | 00.29% | 00      | 00               |
| Partido Acción Democrática (PAD)                                                     | 5,272            | 00.31% | 00      | 6,254                 | 00.36% | 00      | 00               |
| Movimiento de Renovación Nacional (MORENA)                                           | 4,988            | 00.29% | 00      | 3,788                 | 00.22% | 00      | 00               |
| Partido Socialista Nicaragüense (PSN)                                                | 2,980            | 00.17% | 00      | 3,228                 | 00.19% | 00      | 00               |
| Partido Integracionista Centroamericano (PIAC)                                       | 2,834            | 00.17% | 00      | 2,406                 | 00.14% | 00      | 00               |
| Movimiento de Acción Popular Marxista-Leninista (MAP ML)                             | 2,446            | 00.14% | 00      | 520                   | 00.03% | 00      | 00               |
| Movimiento de Acción Renovadora (MAR)                                                | 2,418            | 00.14% | 00      | 2,992                 | 00.17% | 00      | 00               |
| Alianza Democrática Nicaragüense (ADN)                                               | 1,730            | 00.10% | 00      | 2,060                 | 00.12% | 00      | 00               |
| Partido Socialdemócrata (PSD)                                                        | –                | –      | –       | 724                   | 00.04% | 00      | 00               |
| Total de votos válidos                                                               | 1,717,416        | 100%   | 20      | 1,726,143             | 100%   | 70      | 93*              |
| Votos anulados                                                                       | 113,391          | 06.19% | –       | 113,169               | 06.15% | –       | –                |
| Porcentaje total de votos                                                            | 1,830,807        | 75.62% | –       | 1,839,312             | 75.97% | –       | –                |
| Votantes registrados                                                                 | 2,421,067        | –      | –       | 2,421,067             | –      | –       | –                |
| Población                                                                            | 4,435,598        | –      | –       | 4,435,598             | –      | –       | –                |